# Немки (Московская область)
Немки — посёлок в Лотошинском районе Московской области России.
Относится к сельскому поселению Микулинское, до реформы 2006 года относился к Микулинскому сельскому округу. Население — 59 чел. (2010).

## География
Расположен в северной части сельского поселения, примерно в 19 км к северу от районного центра — посёлка городского типа Лотошино, менее, чем в 1,5 км к востоку от автодороги Р90. Соседние населённые пункты — село Микулино, деревни Введенское и Хранёво.

## Население
| 2002 | 2006 | 2010 |
| ---- | ---- | ---- |
| 52   | ↗58  | ↗59  |